# Ken Horne
Kenneth William Horne, più conosciuto con il diminutivo Ken Horne (Burton-upon-Trent, 25 giugno 1926 – Londra, 3 settembre 2015) è stato un calciatore inglese, di ruolo difensore.

## Biografia
All'età di 65 anni ha subito un intervento chirurgico per un tumore al pancreas.

## Caratteristiche tecniche
Iniziò la carriera come terzino destro, salvo poi nel corso della sua prima stagione al Brentford venire spostato nella posizione di difensore centrale. Negli ultimi anni di carriera tornò a giocare come terzino destro e, occasionalmente, anche come terzino sinistro.

## Carriera
Nella stagione 1946-1947, alla ripresa dei campionati dopo la seconda guerra mondiale, viene tesserato dal Wolverhampton, club della prima divisione inglese; a fine stagione, senza nemmeno aver esordito, viene ceduto al Blackpool: rimane ai Tangerines nel triennio 1947-1950, trascorso integralmente in prima divisione, non gioca però nessuna partita ufficiale, venendo impiegato solamente nella formazione riserve.
Nel 1950 si trasferisce al Brentford, club di seconda divisione, con la cui maglia all'età di 24 anni fa di fatto il suo esordio tra i professionisti, giocando 20 partite nella Second Division 1950-1951. L'anno seguente gioca invece stabilmente da titolare, segnando una rete (che resterà la sua unica in carriera nei campionati della Football League, oltre che l'unica con il Brentford) in 34 partite di campionato. Dal 1952 al 1954, anno in cui le Bees retrocedono in terza divisione, Horne gioca poi ulteriori 20 partite in seconda divisione. Nel corso degli anni '50 è poi una presenza fissa nella formazione londinese, pur alternando campionati in cui è titolare fisso ad altri in cui ricopre un ruolo minore: nelle sei stagioni tra il 1954 ed il 1960 gioca infatti in totale 149 partite di campionato (oltre a 12 di FA Cup, che si aggiungono alle 4 partite che aveva già giocato nella medesima competizione negli anni in seconda divisione), arrivando così a complessive 239 presenze (223 delle quali in partite di campionato) ed una rete con la maglia del Brentford, con cui in seguito trascorre anche la stagione 1960-1961, nella quale non gioca però nessuna partita ufficiale. Nell'estate del 1961, all'età di 35 anni e dopo undici stagioni consecutive nel Brentford, lascia il professionismo e va a giocare nei semiprofessionisti del Dover Athletic, con cui gioca per un ulteriore triennio.

## Palmarès

### Club

#### Competizioni regionali
- Kent Senior Cup: 1

Dover: 1961-1962